# Курортополіс «Трускавець»
«Курортополіс Трускавець» — спеціальна економічна зона рекреаційно-туристичного типу. Функціонує з 1 січня 2000 року. Вона створена на період 20 років в адміністративно-територіальних межах міста Трускавця Львівської області.

## Основні параметри
Спеціальну економічну зону «Курортополіс Трускавець» можна вважати унікальним експериментальним явищем, оскільки в Україні немає аналогічної системи. Більшість спеціальних економічних зон в Україні є зовнішньоторговельного, виробничого чи комплексного типу. В інших туристично-рекреаційних районах України, які мають багатий природний потенціал, спеціальний режим господарської діяльності не запроваджено. Крім того, СЕЗ «Курортополіс Трускавець» можна вважати вузькоспеціалізованою вільною економічною зоною, пріоритетною метою якої є сприяння розвитку санаторно-курортного господарства, медицини та охорони здоров'я. В інших СЕЗ перелік пріоритетних для інвесторів видів діяльності є досить широким, а статті типу «охорона здоров'я» чи «санаторно-курортні послуги» зустрічаються лише в декотрих.

## Законодавчий статус
Відповідно до Закону України "Про спеціальну економічну зону туристсько-рекреаційного типу «Курортополіс Трускавець» завданнями цієї економічної зони є:
- забезпечення росту інвестиційної та інноваційної діяльності;
- підвищення якості та обсягів санаторно-курортного лікування;
- розвиток туризму і прискорення реформування курорту;
- концентрація матеріальних та фінансових ресурсів;
- вирішення екологічних проблем.